# Olenoides

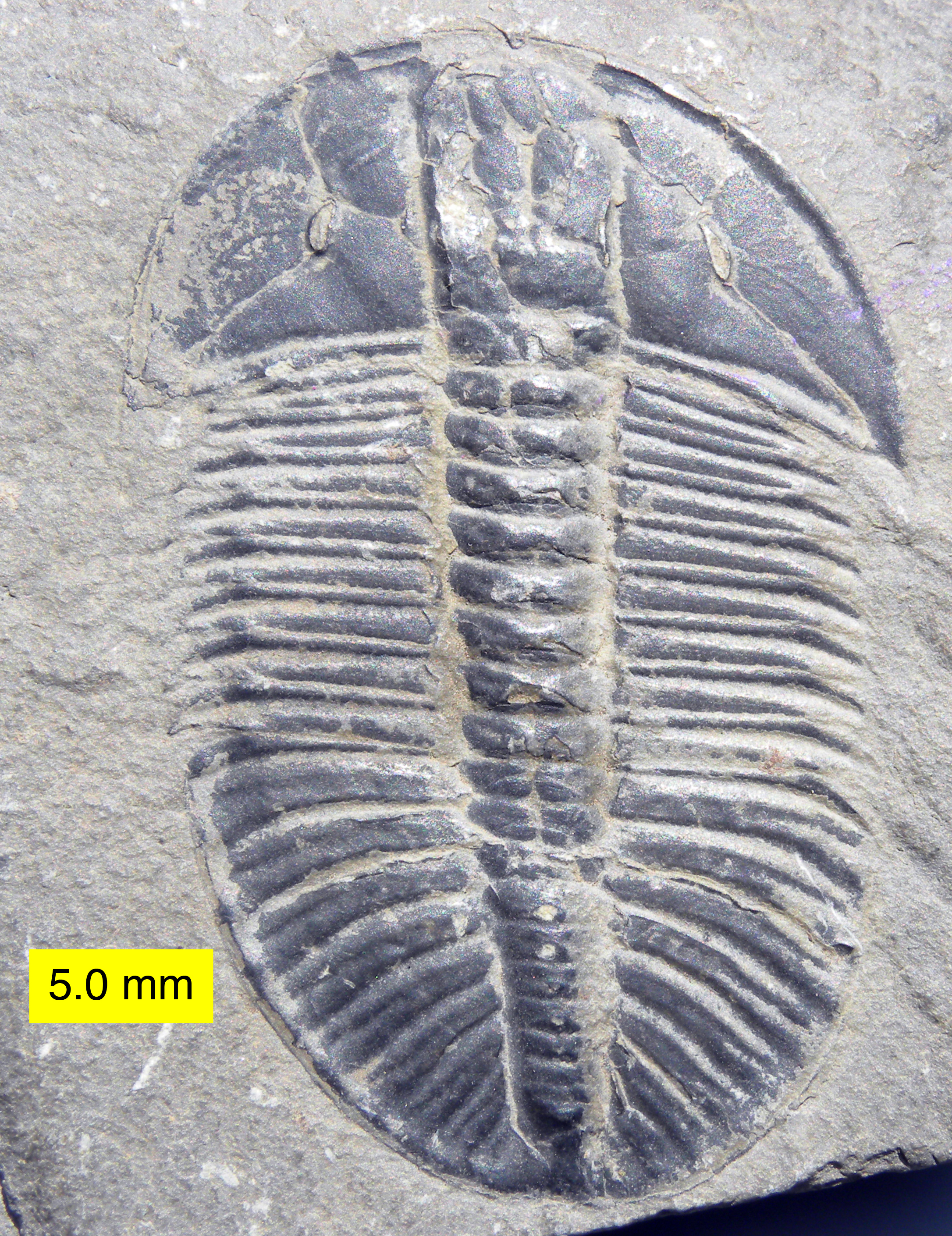
Fóssil de um Olenoide.

Olenoides é um gênero de trilobitas do Cambriano.
1. ↑  «Olenoides serratus». The Burgess Shale (em inglês). Consultado em 1 de abril de 2025